# Фильмография Джейн Остин

## Экранизации

### Чувство и чувствительность
- Телефильм «Sense and Sensibility» (1950) — не сохранился. В рамках цикла «The Philco Television Playhouse». Реж. Делберт Манн
- Разум и чувства (телесериал, 1971). 4 серии
- Разум и чувства (телесериал, 1981). 7 серий
- Разум и чувства (фильм, 1995)
- Разум и чувства (телесериал, 2008). 3 серии

#### Ремейки и адаптации
- Sensibility and Sense (1990)
- Разум и чувства (2000), Индия
- Реальные девчонки (2006)
- Ellie & Marianne (2006)
- Prada и чувства (2011)
- Scents and Sensibility (2011)
- Kumkum Bhagya (2014), Индия
- Kasthooriman (2017), Индия
- Sense, Sensibility & Snowmen (2019)

### Гордость и предубеждение[1]
- Телефильм «Pride and Prejudice» (1938). Не сохранился
- Гордость и предубеждение (фильм, 1940)
- Американский телефильм «Pride and Prejudice» (1949)
- Гордость и предубеждение (телесериал, 1952)
- Телефильм «Pride and Prejudice» (1956)
- Итальянский телесериал «Orgoglio e pregiudizio» (1957)
- Телесериал «Pride and Prejudice» (1958) — утерян
- Телефильм «Pride and Prejudice» (1958) — утерян (Канада)
- Голландский телесериал «De vier dochters Bennet» (1961). 6 серий
- Испанский телесериал «Orgullo y prejuicio» (1966)
- Телесериал «Pride and Prejudice» (1967). 6 серий
- Телесериал «Orgullo y prejuicio» (1979), Венесуэла
- Гордость и предубеждение (телесериал, 1980). 5 серий
- Гордость и предубеждение (телесериал, 1995). 6 серий
- Гордость и предубеждение (фильм, 2005)
- Телесериал «Pride and Prejudice» (2014). 6 серий
- Jane Austen's Pride and Prejudice (2020). Телесериал

#### Сиквел
- Смерть приходит в Пемберли (2013)

#### Реймейки и адаптации
- Дневник Бриджет Джонс (2001)
- Kahiin Toh Hoga (2003—2007), Индия
- Гордость и предрассудки (2003)
- Невеста и предрассудки (2004)
- A Modern Pride and Prejudice (2011)
- The Lizzie Bennet Diaries (2012—2013). Веб-сериал
- Marianne (2014)
- Гордость, предубеждение и зомби (2016).
- Unleashing Mr. Darcy (2016).
- Before the Fall (2016).
- Christmas at Pemberley Manor (2018).
- Pride, Prejudice and Mistletoe (2018).
- Orgulho e Paixão (2018), Бразилия.160 серий
- Pride and Prejudice: Atlanta (2019). Телефильм
- Pride and Prejudice, Cut (2019).
- Pride and Prejudice: A New Musical (2020).

### Мэнсфилд-парк
- Мэнсфилд-парк (телесериал), 1983. 6 серий
- Мэнсфилд-парк (фильм, 1999)
- Мэнсфилд-парк (фильм, 2007)

#### Реймейки и адаптации
- Metropolitan (1990).
- From Mansfield With Love (2014—2015). Ютубовский влог

### Эмма
- Эмма (фильм, 1948) — не сохранился
- Телефильм «Emma» (1954) — не сохранился
- Телефильм «Emma» (1957) — не сохранился
- Эмма (телесериал, 1960) — не сохранился
- Телефильм «Jane Austen’s Matchmaker» (1960) — не сохранился
- Испанский телеcериал «Emma» (1967)
- Эмма (телесериал, 1972). 6 серий
- Эмма (фильм Диармайда Лоуренса), 1996
- Эмма (фильм Дугласа Макграта), 1996
- Эмма (телесериал, 2009). 4 серии
- Эмма (фильм, 2020)

#### Ремейки и адаптации
- Бестолковые (1995)
- Айша (2010)
- Emma Approved (2013—2014). Ютуб телесериал
- The Emma Agenda (2017)
- Emma (2018). Запись театральной постановки

### Доводы рассудка
- Доводы рассудка (телесериал, 1960) — не сохранился
- Доводы рассудка (телесериал, 1971). 5 серий
- Испанский телесериал «Persuasión» (1972). 10 серий
- Доводы рассудка (фильм, 1995). В гл. роли Киаран Хайндс
- Доводы рассудка (фильм, 2007)
- Доводы рассудка (фильм, 2022). В гл. роли Дакота Джонсон. Netflix
- Доводы рассудка (2022, США). В гл. Скайлор Пирс, Дэн Браун

#### Ремейки и адаптации
- Modern Persuasion (2020).

### Нортенгерское аббатство
- Телефильм «Northanger Abbey» (1952). Вероятно, не сохранился
- Испанский телесериал «La abadía de Northanger» (1968) . 10 серий
- Нортенгерское аббатство (фильм, 1986)
- Нортенгерское аббатство (фильм, 2007)

##### Ремейки и адаптации
- Ruby in Paradise (1993)
- Northbound (2015)
- Cate Morland Chronicles (2016). Вебсериал

### Леди Сьюзан
- «Любовь и дружба» (2016). Экранизация юношеского произведения, однако не одноименного, а книги «Леди Сьюзан».

### Любовь и дружба
- «An Excerpt from Jane Austen’s Love & Friendship» (2016). Австралийский телефильм.

### Сэндитон
- Телефильм «Sanditon — Film of The Play» (2014)
- Сэндитон (2019). Телесериал по мотивам неоконченного романа, большинство сюжетных линий дописано.

## Фильмы о Джейн Остин

### Биографические
- «Настоящая Джейн Остин», 2002, Великобритания, телефильм. Режиссёр Никки Паттисон, в роли Джейн — Джиллиан Кирни[англ.].
- «Любовные неудачи Джейн Остин» («Miss Austen Regrets»), 2007, Великобритания. Режиссёр Джереми Ловеринг, в роли Джейн — Оливия Уильямс.
- «Джейн Остин», 2007, Великобритания. Режиссёр Джулиан Джаррольд, в роли Джейн — Энн Хэтэуэй.
- «Мисс Остин», 2025 год, Великобритания. Режиссёр Эйслинг Уолш, в роли Джейн — Пэтси Ферран.

### О фанатах писательницы
- «Джейн Остин на Манхэттене» (1980)
- «Жизнь по Джейн Остин», 2007 — история о людях, объединённых в клуб почитателей писательницы Джейн Остин. США, драмы, мелодрамы. Режиссёр Робин Свикорд.
- «Ожившая книга Джейн Остин» (2008).
- «Остинленд» (Austenland), 2013, США. Комедия, мелодрама. Режиссёр Джеруша Хесс. В главной роли — Кери Расселл. Молодая женщина, увлечённая романами Остин, отправляется в Англию, в тематический парк Остинленд, чтобы погрузиться в атмосферу любимых книг.
- The Jane Games (2014). Телесериал про реалити-шоу
- Austentatious (2015). Телесериал